# 広島県の観光地

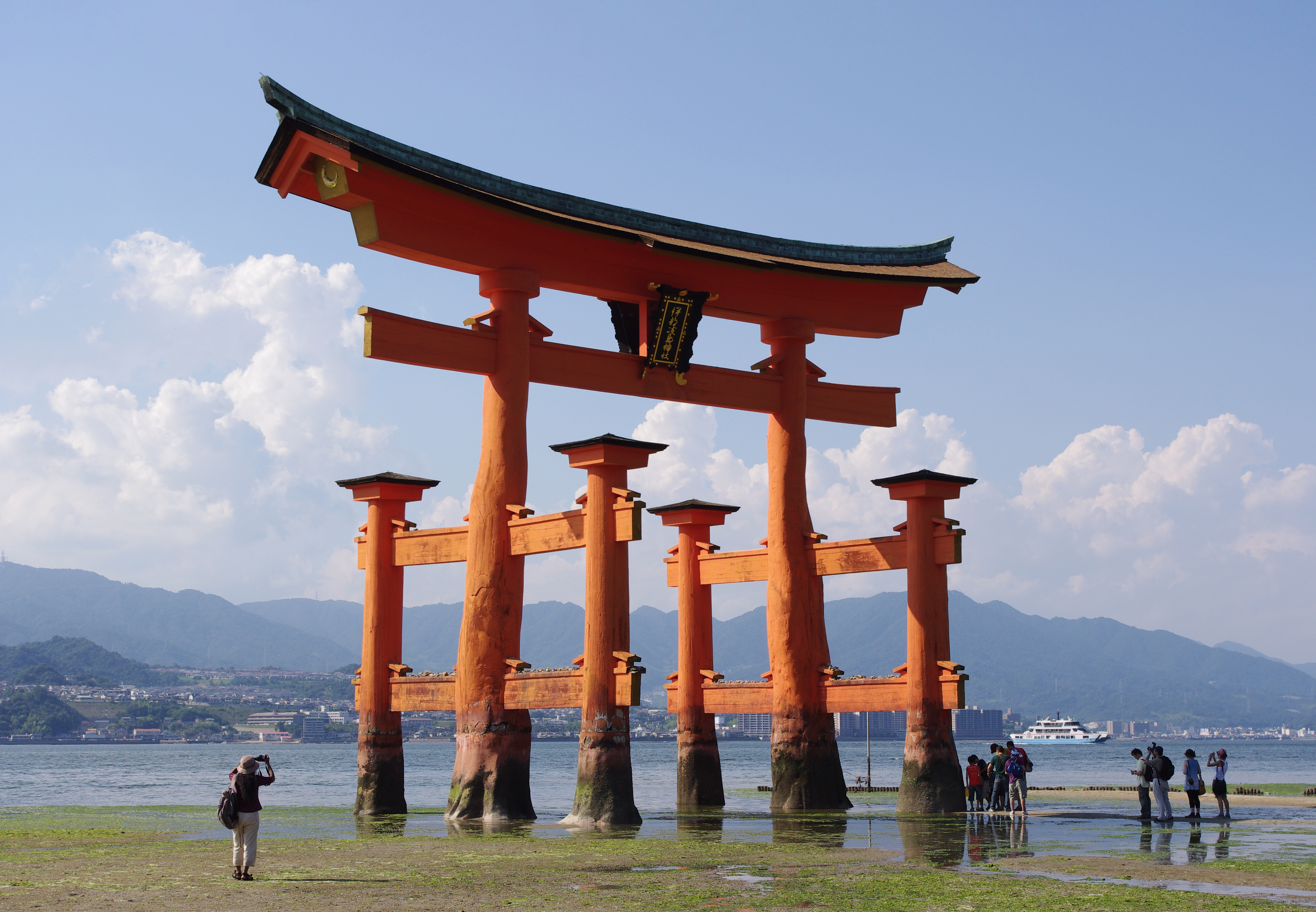
厳島神社大鳥居

広島県の観光地（ひろしまけんのかんこうち）は、広島県内の主要な観光地等に関する項目である。

## 対象別

### 文化財等

#### 世界遺産
- 原爆ドーム
- 厳島神社

- 原爆ドーム
- 厳島神社

#### 国宝建築
- 厳島神社 - 本社本殿・幣殿・拝殿、本社祓殿、摂社客神社本殿・幣殿・拝殿、摂社客神社祓殿、東西廻廊
- 向上寺三重塔
- 浄土寺本堂・多宝塔
- 不動院金堂
- 明王院本堂・五重塔

- 向上寺
- 浄土寺
- 不動院
- 明王院

#### 国の名勝
- 厳島（廿日市市）
- 三段峡（山県郡安芸太田町・同北広島町）
- 吉川元春館跡庭園（北広島町）
- 旧万徳院庭園（北広島町）
- 縮景園（広島市中区）
- 浄土寺庭園（尾道市）
- 帝釈川の谷（帝釈峡）（庄原市・神石郡神石高原町）
- 鞆公園（福山市）
- 平和記念公園（広島市中区）

- 三段峡
- 帝釈峡
- 縮景園
- 鞆公園

#### 重要伝統的建造物群保存地区
- 豊町御手洗（呉市）
- 竹原地区（竹原市)
- 鞆町（福山市）

- 豊町御手洗
- 竹原地区
- 鞆町

#### 重要文化財・史跡等
特別史跡
- 厳島
- 廉塾ならびに菅茶山旧宅

- 三瀧寺
（重要文化財）
- 吉田郡山城
（国の史跡）
- 吉備津神社神楽殿
（広島県指定文化財）

#### 登録記念物
- 舩木氏庭園
- 前垣氏庭園（寿延庭）
- 瓢箪島

- 瓢箪島

#### 文化施設
博物館・美術館
水族館
- 宮島水族館

- 広島平和記念資料館
- 海上自衛隊呉史料館
- 広島県立美術館
- ふくやま美術館

### 公園等

#### 国立・国定・国営公園
- 国立公園
  - 瀬戸内海国立公園
- 国定公園
  - 西中国山地国定公園
  - 比婆道後帝釈国定公園
- 国営公園
  - 国営備北丘陵公園

- 瀬戸内海国立公園
（芸予諸島）
- 西中国山地国定公園
（恐羅漢山）

#### ラムサール条約登録地域
- 宮島

#### 県立自然公園
- 南原峡県立自然公園
- 山野峡県立自然公園
- 三倉岳県立自然公園
- 竹林寺用倉山県立自然公園
- 仏通寺御調八幡宮県立自然公園
- 神之瀬峡県立自然公園

#### 県立都市公園
- 広島県総合グランド
- 縮景園
- 広島緑化植物公園
- 宮島公園
- せら県民公園
- 広島県立みよし公園
- 広島県立びんご運動公園

- 広島県総合グランド
- 広島県立びんご運動公園
- 広島県立みよし公園

#### 大型公園・動物園・植物園・遊園地
大型公園
動物園・植物園・遊園地
- 広島市安佐動物公園
- 福山市立動物園
- 広島市植物公園
- 尾道市因島フラワーセンター
- 向島洋らんセンター
- みろくの里

- 広島市中央公園
- 福山ばら公園
- 広島市安佐動物公園
- 広島市植物公園

#### 恋人の聖地
- 神石高原町/紙ヒコーキタワー
- 千光寺公園
- 宮島弥山 消えずの霊火堂
- 大和波止場

- 千光寺公園
- 宮島弥山 消えずの霊火堂

### 祭事・行事
- ひろしまドリミネーション
- おのみち住吉花火まつり
- ひろしまフラワーフェスティバル
- 福山ばら祭
- とうかさん
- 広島みなと夢花火大会
- 三原やっさ祭り
- 因島水軍まつり
- 酒まつり

- 三原やっさ祭り
- ひろしまフラワーフェスティバル
- 福山ばら祭
- ひろしまドリミネーション

## 地域別

### 安芸地方

#### 広島地域
- 広島市
  - 中区 - 広島平和記念資料館、原爆ドーム、広島電鉄、広島城、おりづるタワー、広島平和記念公園（平和の灯、平和の時計塔、国立広島原爆死没者追悼平和祈念館など）、縮景園、平和大通り・平和の門、そごう広島店、広島護国神社、ひろしま美術館、アステールプラザ、島病院、元安川、広島市中央公園（広島グリーンアリーナ、広島市こども文化科学館など）、シャレオ、太田川、東千田公園、広島市民球場 (初代)跡地、広島市江波山気象館、フジグラン広島、相生橋、広島県立美術館、広島バスセンター、袋町小学校平和資料館、ひろしま夢ぷらざ、世界平和記念聖堂、健康科学館、頼山陽史跡資料館、胡子講、大イノコ祭り、とうかさん、ひろしまドリミネーション、ひろしまフラワーフェスティバル、南の風EBAあそび
  - 東区 - 広島東照宮、広島市森林公園、不動院、饒津神社、広島県緑化センター 県立広島緑化植物公園
  - 西区 - 大芝公園交通ランド、三瀧寺
  - 南区 - マツダスタジアム、似島、元宇品公園、黄金山緑地（黄金山）、比治山公園（比治山）、ゆめタウン広島、広島市現代美術館、広島市まんが図書館、広島市郷土資料館、広島みなと公園、旧広島陸軍被服支廠、広島みなと夢花火大会
  - 安佐北区 - 安佐動物公園、三入高松城址、南原峡
  - 安佐南区 - 広島広域公園（エディオンスタジアム広島など）、広島市交通科学館
  - 佐伯区 - 広島市植物公園、湯来温泉、湯の山温泉、花のまわりみち、神原のシダレザクラ
  - 安芸区 - 絵下山
- 府中町 - 水分峡森林公園
- 海田町 - 海田総合公園
- 熊野町 - 筆の里工房
- 坂町 - ベイサイドビーチ坂、小屋浦のマッカ

- 広島城
- 広島東照宮
- 湯来温泉
- 筆の里工房

#### 広島西地域
- 廿日市市 - 厳島神社、弥山、宮島水族館、宮島ロープウエー、大聖院、宮浜温泉、千畳閣、海の見える杜美術館、速谷神社、紅葉谷公園、道の駅スパ羅漢、大峰山、めがひらスキー場、世界一の大杓子、獅子岩展望台、宮島表参道商店街、宮島歴史民俗資料館、宮島サービスエリア、大願寺、御笠浜、妹背の滝、西松原、町家通り、住吉堤防敷桜並木、女鹿平温泉、ウッドワン美術館、洞雲寺、管絃祭
- 大竹市 - 三倉岳県立自然公園

- 速谷神社
- 三倉岳県立自然公園

#### 呉地域
- 呉市 - 海上自衛隊呉史料館、呉市海事歴史科学館、アレイからすこじま、灰ヶ峰、野呂山、弘法寺、歴史の見える丘、音戸の瀬戸・音戸大橋、れんがどおり、海上保安資料館、住吉神社、呉ポートピアパーク、豊町御手洗の街並み、入船山公園・入船山記念館、安芸灘大橋、かぶと岩展望台、蔵本通り、御手洗天満宮
- 江田島市 - 海上自衛隊第一術科学校、旧海軍兵学校

- 入船山公園
- 音戸の瀬戸
- 呉ポートピアパーク
- 旧海軍兵学校

#### 広島中央地域
- 東広島市 - 西条酒蔵通り、竹林寺、上ノ原牧場、トムミルクファーム、正福寺山公園、鏡山城、福成寺、東広島市立美術館、酒まつり
- 竹原市 - 大久野島（大久野島毒ガス資料館、大久野島海水浴場など）、竹原の街並み（旧松阪家住宅など）、道の駅たけはら、憧憬の路
- 大崎上島町 - きのえ温泉、大崎公園、阿弥陀寺、海と島の歴史資料館、大崎上島櫂伝馬競漕

- 西条酒蔵通り
- 大久野島
- 海と島の歴史資料館

#### 芸北地域
- 安芸高田市 - 神楽門前湯治村、吉田郡山城、土師ダム、湧永満之記念庭園、ひろしま安芸高田神楽、安芸のはやし田
- 安芸太田町 - 三段峡、温井ダム、筒賀の大銀杏、道の駅来夢とごうち、恐羅漢スキー場、天上山、恐羅漢山、井仁の棚田
- 北広島町 - 豊平そば道場、芸北高原大佐スキー場、道の駅舞ロードIC千代田、ユートピアサイオト、鳴滝、吉川元春館、壬生の花田植、安芸のはやし田

- 土師ダム
- 井仁の棚田

### 備後地方

#### 福山・府中地域
- 福山市 - 鞆の浦（仙酔島、いろは丸展示館、保命酒資料館、安国寺、福禅寺、山中鹿之助首塚、鞆の浦歴史民俗資料館、医王寺 (福山市鞆町後地)、鞆の浦温泉、太田家住宅など）、福山城、福山自動車時計博物館、みろくの里、福山サービスエリア、明王院、ばら公園、福山市立動物園、ふくやま美術館、磐台寺、道の駅アリストぬまくま、神勝寺、広島県立歴史博物館、紫陽花ロード、春日池公園、吉備津神社、草戸稲荷神社、福山ばら祭、お手火祭り、二上りおどり
- 府中市 - 三郎の滝、首無地蔵、安楽寺、神宮寺、府中公園、羽高湖、恋しき
- 神石高原町 - 帝釈峡、道の駅さんわ182ステーション、神石高原ティアガルテン、光信寺の湯 ゆっくら

- 福山城
- 草戸稲荷神社
- 恋しき

#### 尾三地域
- 尾道市 - しまなみ海道、千光寺、千光寺公園（千光寺山ロープウェイ、文学のこみち、足形みちなど）、耕三寺、平山郁夫美術館、招き猫美術館in尾道、尾道市立美術館、養老温泉、瀬戸田サンセットビーチ、おのみち映画資料館、浄土寺、光明寺、天然温泉 尾道ふれあいの里、白滝山、高見山、尾道商業会議所記念館、瀬戸田パーキングエリア、因島水軍城、西國寺、おのみち文学の館、天寧寺、観音山、尾道市因島フラワーセンター、向島洋らんセンター、おのみち住吉花火まつり、ホーランエ、因島水軍まつり、ベッチャー祭り、椋浦の法楽おどり
- 三原市 - 八天堂カフェリエ、三原城、佛通寺、大善寺、広島県立中央森林公園、筆影山、広島空港大橋、椋梨ダム、道の駅みはら神明の里、御調八幡宮、すなみ海浜公園、極楽寺、宿禰島、三原やっさ祭り、能地春祭り
- 世羅町 - 世羅高原農場、花の駅せら、道の駅世羅、ラ・スカイファーム、八田原ダム、せら夢公園・せらワイナリー、黒瀬農園香山ラベンダーの丘、花夢の里ロクタン、世羅甲山ふれあいの里、男鹿山、フラワーパークせらふじ園、甲山廿日えびす

- 千光寺
- 尾道市因島フラワーセンター
- 佛通寺
- 世羅高原農場

#### 備北地域
- 三次市 - 三次ワイナリー、尾関山公園、須佐神社、江の川カヌー公園さくぎ、岩屋寺、熊野神社 (三次市畠敷町)、常清滝、江の川、奥田元宋・小由女美術館
- 庄原市 - 道の駅たかの、国営備北丘陵公園、那智の滝、熊野神社 (庄原市西城町)、帝釈峡（雄橋、白雲洞など）、広島県民の森、庄原上野公園、円通寺、毛無山 (庄原市高野町)、大鬼谷オートキャンプ場、塩原の大山供養田植

- 尾関山公園
- 国営備北丘陵公園